# Kalkbergstadion

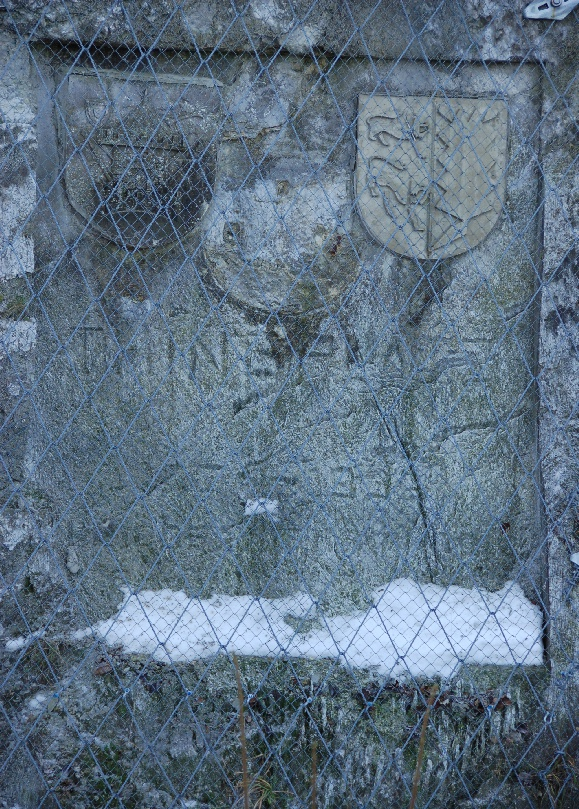
In den Stein geschlagene Tafel beim alten Nord-West-Zugang zum Kalkbergstadion mit dem Schriftzug „Thingplatz“ sowie dem Wappen von Bad Segeberg und dem Wappen Schleswig-Holsteins.

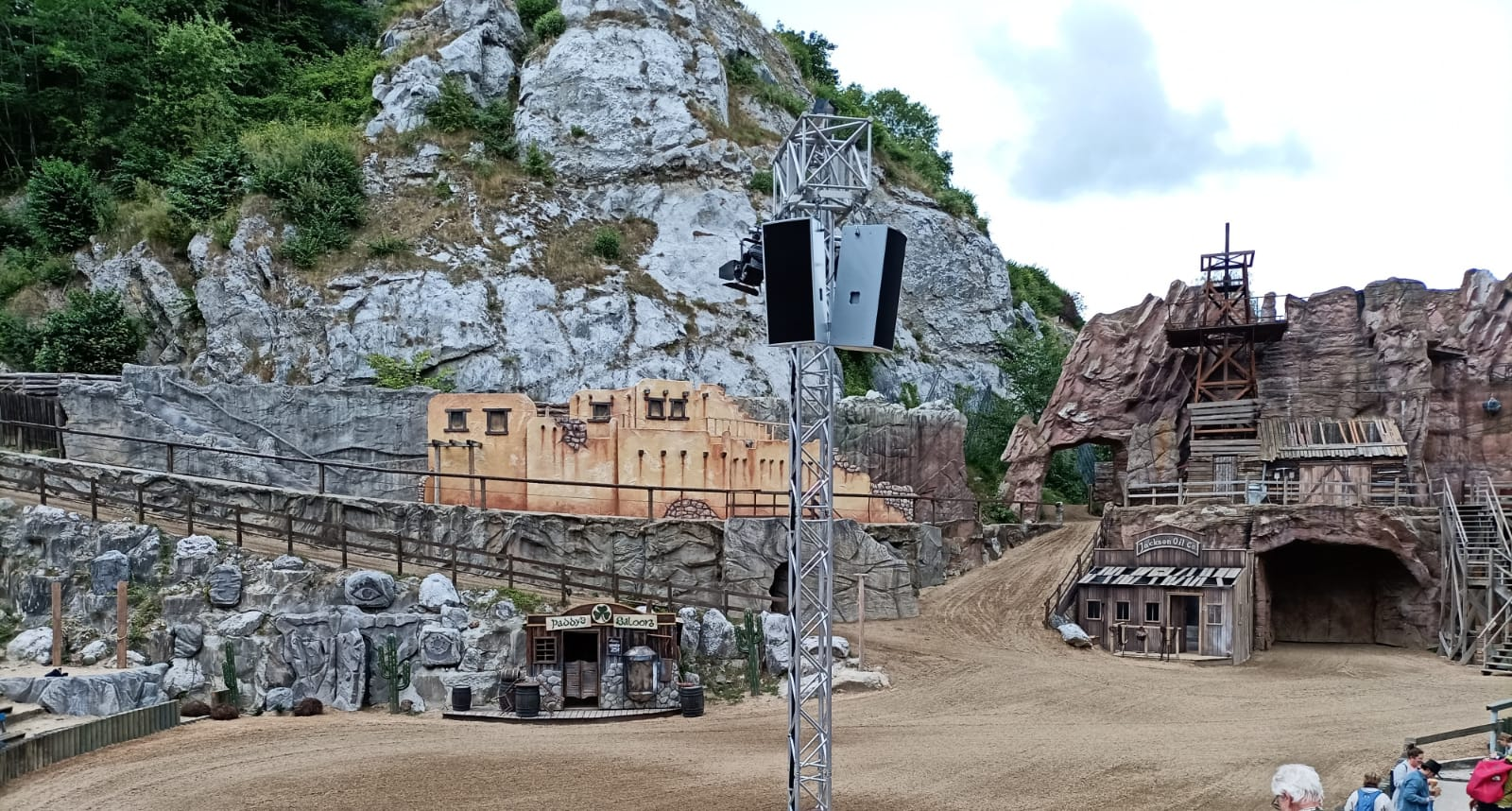
Das Kalkbergstadion als Kulisse der Karl-May-Spiele

Das Kalkbergstadion ist eine Freilichtbühne im Zentrum von Bad Segeberg, auf der seit 1952 alljährlich Karl-May-Spiele stattfinden.

## Geschichte
Die Voraussetzungen für die Schaffung dieses für eine Kleinstadt wie Bad Segeberg überdimensionierten Amphitheaters waren gegeben durch die Grube, die durch den jahrhundertelangen Gipsabbau am Segeberger Kalkberg entstanden war. In den 1860er und 1870er Jahren war mehrfach versucht worden, die unter dem Anhydrit des Gipsberges lagernden Salzmassen zu erschließen. Bohrungen waren fündig geworden, aber die Schächte, die zum Zweck des Abbaus hinabgetrieben wurden, liefen immer wieder voll Wasser, dessen man auch mit Hilfe großer Dampfpumpen nicht Herr wurde.
1931 wurde der Gipsabbau beendet.
Nach der Machtergreifung der Nationalsozialisten wurde die unschöne Tagebaugrube zu einem Platz für Massenversammlungen umgestaltet und zunächst für nationalsozialistische Thingspiele genutzt.
Der damalige Bürgermeister von Bad Segeberg, Eberhard Jeran, bewarb sich um den Bau, und nach Plänen des Regierungsbaumeisters Fritz Schaller (damals Berlin), der Pläne des Garten- und Landschaftsgestalters Wilhelm Heintz von 1927 aufgriff, errichteten ab dem 29. Mai 1934 Freiwillige des Nationalsozialistischen Arbeitsdienstes (NSAD) und ab 1935 Dienstverpflichtete des Reichsarbeitsdienstes das zunächst „Thingstätte“ genannte Stadion. Das Kalkbergstadion ist damit einer von den vielen Thingplätzen, welche für das Thingspiel bzw. die Thingbewegung errichtet wurden (darunter auch die Berliner Waldbühne).
Für die Besucherränge wurden weitere Segmente aus dem Gestein gebrochen und amphitheatralische Stufen aufgeschüttet, die alten Salzschächte sowie Höhlungen verfüllt und Reste eines Pumpenhauses abgebrochen. Zuletzt verarbeitete eine ortsansässige Tiefbaufirma über tausend Tonnen optisch ähnlichen schlesischen Granits in die Zuschauerränge, da der wasserlösliche Anhydrit des Bergs sich für eine Verbauung nicht eignete. Am 10. Oktober 1937 wurde das Stadion unter dem Namen „Feierstätte der Nordmark“ von Joseph Goebbels und mit der Aufführung des Stücks Die Schlacht der weißen Schiffe von Henrik Herse vor großem Publikum eröffnet; die Wochenschau berichtete von 20.000 jubelnden Zuschauern bei der Eröffnung.  Auch während des Zweiten Weltkrieges wurde das Stadion für nationalsozialistische Massenkundgebungen der Hitlerjugend (HJ) und noch 1944 des Bundes Deutscher Mädel (BDM) genutzt.
Am 3. Mai 1945 wurde Bad Segeberg kampflos durch britische Soldaten besetzt. Am Tag der Bedingungslosen Kapitulation der Wehrmacht am 8. Mai feierten die britischen Soldaten in Bad Segeberg im Kalkbergstadion das Ende des Zweiten Weltkrieges.

### Entwicklung nach dem 2. Weltkrieg
Nach dem Krieg gastierte im Kalkbergrund beispielsweise der Zirkus Brumbach. Die Stadt war unsicher, was mit dieser Hinterlassenschaft aus der Zeit des Nationalsozialismus anzufangen sei, bis dann 1952 mit den Karl-May-Spielen eine Lösung gefunden wurde, die sich bewährte. Aber auch Freiluftkonzerte finden dort statt. Geboten werden 7700 Sitzplätze, die – ebenso wie die Bühne – nicht überdacht sind.

## TV
- 2017: NDR-Dokumentation; Als Winnetou in den Norden kam. (Sendung vom 5. Juli 2017, NDR 20.15–21.45 Uhr)